# Crown, Pennsylvania
Crown är en census-designated place i Clarion County i Pennsylvania. Vid 2020 års folkräkning hade Crown 229 invånare.